# Günter Wallraff
Günter Wallraff (Burscheid, 1º ottobre 1942) è un giornalista e scrittore tedesco.
Noto nel mondo del giornalismo internazionale d'inchiesta, oltre che per l'impegno sociale e politico che lo contraddistingue, per il particolare metodo delle sue ricerche, effettuate "sotto copertura". Il principio investigativo alla base dei reportage di Wallraff è l'esperienza diretta ricavata in prima persona attraverso il travestimento e la penetrazione in incognito nell'ambiente sociale oggetto d'indagine. Dal suo nome, il Dizionario dell'Accademia di Svezia ha introdotto tra le proprie voci il lemma «wallraffa» [lett. "wallraffare"] con il significato di «condurre un'inchiesta giornalistica sotto falsa identità».

## Biografia
Il padre era un operaio della Ford di Colonia, più tardi asceso alla qualifica di impiegato. La madre apparteneva a una famiglia di ugonotti di origine francese titolari di un'azienda artigiana di costruzione pianoforti. A 16 anni Günter Wallraff rimase orfano del padre. Fin dal liceo, egli manifestò il proprio interesse per la scrittura. Compose alcune poesie che inviò anche allo scrittore Heinrich Böll, essendo amico del nipote. Dopo il diploma intraprese una formazione come libraio, conclusasi nel 1962.
Nel 1963, malgrado l'obiezione di coscienza, presentata dopo i termini, Wallraff venne arruolato nella Bundeswehr. A seguito di un trauma cranico, dovuto a una caduta, fu ricoverato nel reparto neuro-psichiatrico nell'ospedale militare di Koblenz. Nel 1964 venne definitivamente dichiarato «inabile» ed esonerato dagli obblighi di leva. Heinrich Böll lo incoraggiò più tardi a pubblicare i diari da lui scritti in quel periodo.

## Attività giornalistica

### I primi reportage

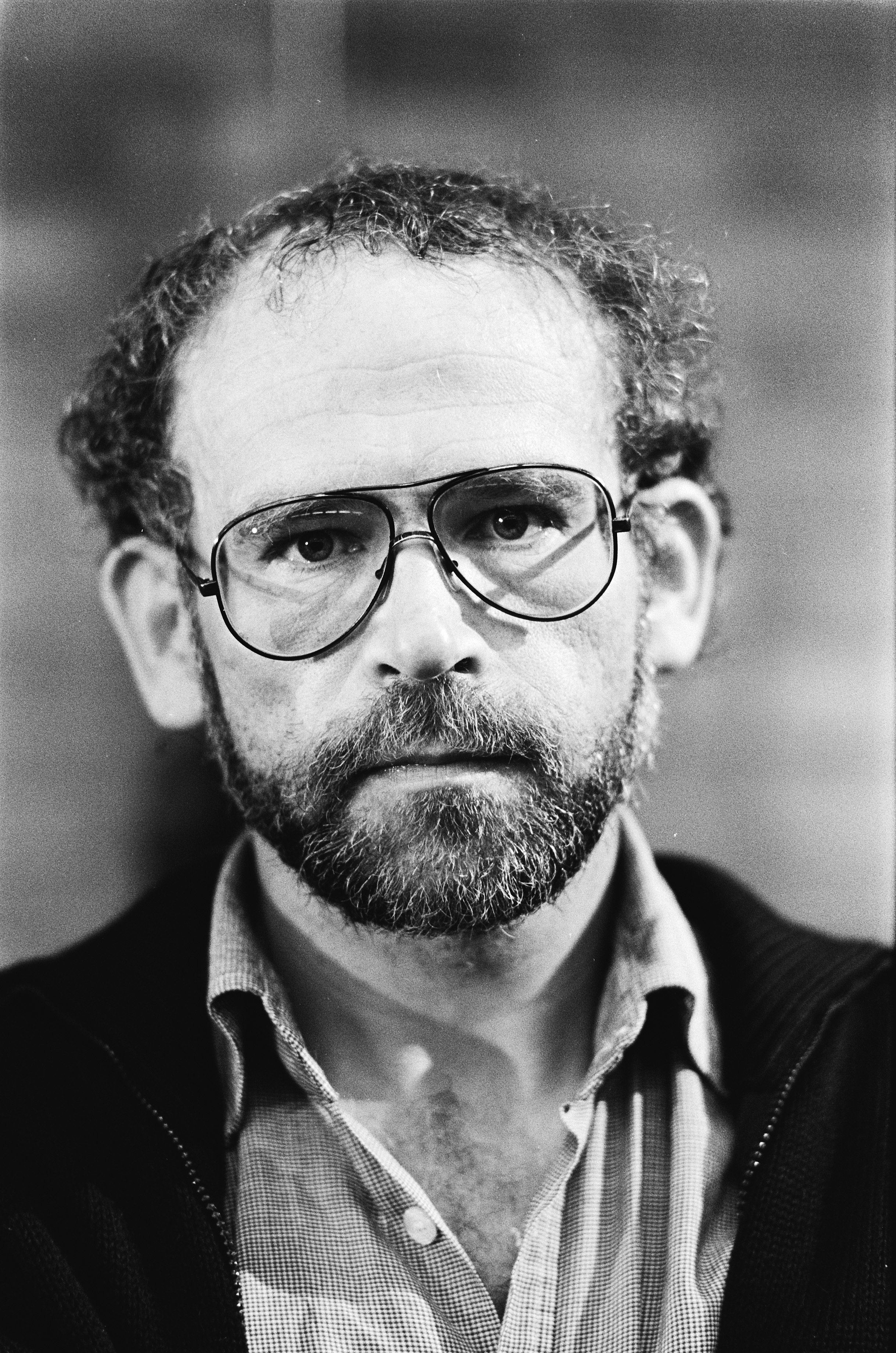
Günter Wallraff (1982)

Tra il 1963 e il 1965 lavorò come operaio in diversi stabilimenti industriali, tra cui quelli della ThyssenKrupp AG. Nel 1965 la rivista «Metall» del sindacato metalmeccanici pubblicò i primi servizi d'inchiesta firmati da Wallraff in qualità di lavoratore e testimone delle dure condizioni di lavoro in fabbrica. I suoi articoli ebbero subito grande risonanza ed egli entrò a far parte del Gruppo 61 di Dortmund, un collettivo di operai attivi come scrittori e giornalisti. L'anno seguente uscì il primo libro, una raccolta di articoli dal titolo Wir brauchen dich – Als Arbeiter in deutschen Industriebetrieben, (Tu ci servi – come operaio nelle fabbriche tedesche!), con cui Wallraff raggiunse la notorietà.
Negli anni seguenti collaborò con diverse testate tra cui l'Hamburger Morgenpost e dal 1968 per la rivista konkret.
Nel 1969 fu pubblicato il lavoro 13 unerwünschte Reportagen (Tredici reportage indesiderati), una serie di inchieste-denuncia svolte dal giornalista sotto varie coperture: nelle vesti di alcolista in una clinica psichiatrica, senzatetto, studente in cerca di alloggio e persino come presunto trafficante di napalm per l'esercito americano. Dopo la pubblicazione del libro, Wallraff venne citato in giudizio con l'accusa di «usurpazione di funzioni pubbliche»: in una delle sue inchieste nei panni di operatore telefonico, si era spacciato al telefono per segretario ministeriale. Il 9 dicembre 1969 il Tribunale di Francoforte sul Meno lo prosciolse da ogni accusa in ragione del diritto d'informazione. Per evitare ogni "visita" sgradita, diverse aziende decisero di affiggere un identikit del giornalista nei propri luoghi di lavoro.
Nel 1971 l'emittente televisiva nazionale ZDF mise in onda il documentario realizzato da Wallraff Flucht vor den Heimen (Fuga dai sanatori), sul mondo dell'assistenza sociale. In quel periodo Wallraff cominciò anche a collaborare con altri autori. Nel 1973 pubblicò il libro a quattro mani assieme a Bernt Engelmann dal titolo Ihr da oben – wir da unten (Voi lì in alto. Noi qui sotto) che divenne subito un bestseller in Germania. Il lavoro vedeva Wallraff infiltrato nel ruolo d'impiegato negli uffici di diverse aziende tedesche, al fine di denunciarne gli abusi.

### L'arresto e la reclusione in Grecia
Nel 1974 durante una protesta contro la dittatura militare in Grecia, Wallraff fu arrestato ad Atene, assieme ad altri manifestanti. Considerato un dissidente, durante la prigionia subì percosse e maltrattamenti. Scoperta la sua vera identità, venne condannato a 14 mesi di prigione nel carcere di Korydallos. Con la caduta della dittatura, Wallraff riottenne la libertà, assieme agli altri prigionieri politici. Da questa esperienza Wallraff redasse, con l'aiuto del giornalista Eckart Spoo, il titolo, uscito solo più tardi, nel 1984: Unser Faschismus nebenan. Griechenland gestern – ein Lehrstück für morgen (Il fascismo nostro vicino. La Grecia di ieri, una lezione per il domani).

### Il caso Spínola
Nel 1976 fu al centro di un caso caso politico e mediatico di portata internazionale. Facendosi passare per un presunto trafficante di armi, il 25 marzo 1976 incontrò a Düsseldorf l'ex-presidente e generale portoghese António de Spínola. Il reporter era già entrato in contatto con i suoi seguaci nel corso di un soggiorno di tre mesi sotto copertura in Portogallo. Nel corso di una conferenza stampa a Bonn, il 7 aprile 1976, Wallraff, che in quel periodo era sorvegliato dai servizi segreti federali, rese noti al mondo i dettagli di un colpo di stato ordito dal generale portoghese per rientrare al potere. I fatti saranno in seguito raccontati dal giornalista nel libro Aufdeckung einer Verschwörung. Die Spínola-Aktion (Smascheramento di una congiura. L'operazione Spínola).

### L'inchiesta alla Bild-Zeitung
Nel 1977, Wallraff si introdusse per tre mesi e mezzo sotto la falsa identità di Hans Esser nella redazione della Bild-Zeitung di Hannover. I risultati delle sue ricerche furono pubblicati in tre reportage: Der Aufmacher (1977) (Titolo d'apertura), Zeugen der Anklage (1979) (Testimoni d'accusa), "Bild"-Handbuch (1981) (letteralmente: Il vademecum dell'"immagine" - Gioco di parole con il nome della testata "Bild" – "immagine"). In essi Wallraff denunciava i metodi adottati dal giornale scandalistico, che, a suo dire, diffondeva informazioni volutamente parziali o tendenziose e senza alcun rispetto delle norme sulla privacy. Dal primo dei tre libri fu tratto anche il documentario televisivo prodotto nel 1977 dall'emittente WDR Informationen aus dem Hinterland (Notizie dall'interno). La Bild-Zeitung e il gruppo editoriale Axel Springer AG perseguì penalmente a più riprese Wallraff, con l'accusa di «indagini occulte non autorizzate» e richiedendo che alcuni passaggi dei suoi libri fossero rimossi. Il procedimento si concluse nel 1983 con un giudizio della Corte costituzionale a favore del giornalista.

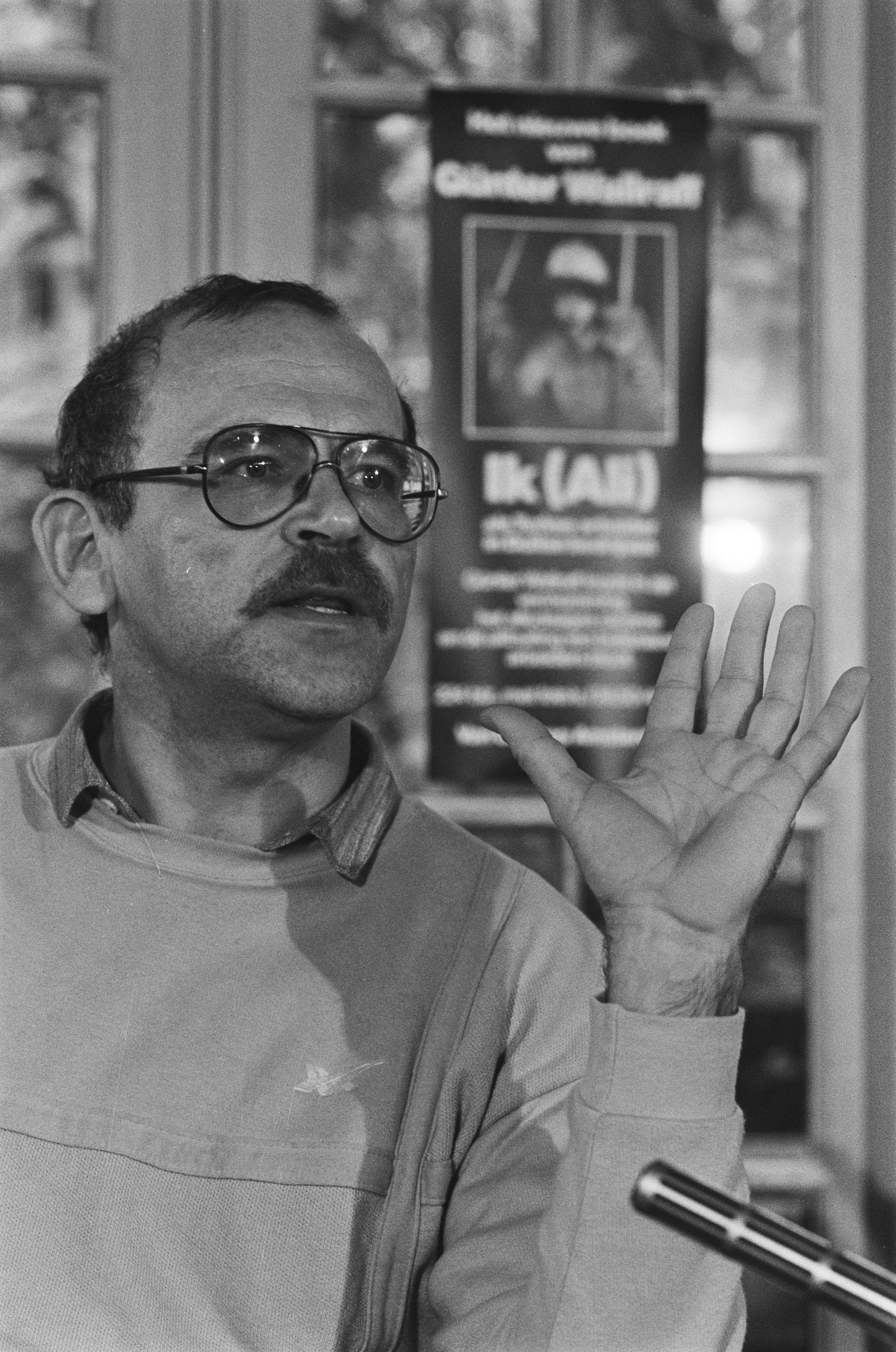
Günter Wallraff (1985)

### Faccia da Turco
Nel 1983, Wallraff diede inizio una ricerca durata due anni sotto le mentite spoglie del lavoratore turco Alì Sinirlioglu, insinuandosi tra gli altri da McDonald's e in uno stabilimento della stessa Thyssen, presso cui aveva lavorato anni prima. Il resoconto di quelle esperienze fu affidato alle pagine del libro Ganz unten (1985) – il primo dell'autore a uscire anche in Italia con il titolo Faccia da turco (Pironti 1986) – e a un documentario omonimo dell'anno successivo. L'inchiesta rappresenta un documento unico sulle condizioni dei milioni di cosiddetti Gastarbeiter, i "lavoratori ospiti" che la Germania Ovest assunse negli anni del suo boom economico.

### Indagini oltre i confini tedeschi
Negli anni Novanta Wallraff fece alcune ricerche anche in Giappone, nei panni di un lavoratore immigrato iraniano. I documentari da esse ricavati avranno grande risonanza sulle televisioni locali. Durante la Guerra del Golfo, nel 1991, dopo che Saddam Hussein aveva minacciato la distruzione di Israele in caso di un attacco della coalizione dei 35 stati guidata dall'ONU, Wallraff intraprese un viaggio tra i kibbuz israeliani, dove ebbe modo di incontrare ancora diversi sopravvissuti dai campi di concentramento nazisti.

### Sospetti di collaborazione con la Stasi
Nel 2003, durante l'esame del dossier Rosenholz, nel quadro di un'inchiesta pubblica sulla Stasi, Wallraff fu sospettato di essere stato un informatore dell'intelligence della Germania Est durante gli anni '60-'70. Egli negò sempre di aver mai collaborato con i servizi segreti della DDR. In seguito alla sua denuncia per diffamazione contro le ripetute insinuazioni mosse dal gruppo editoriale Axel Springer AG in questo senso, il tribunale di Amburgo stabilirà l'infondatezza dei sospetti a suo carico, vietando la diffusione di altre illazioni. La sentenza fu confermata dalla corte d'appello nel 2006.

### Notizie dal migliore dei mondi
(G. Wallraff)
A partire dal 2007 Wallraff fu impegnato per diversi anni nella realizzazione di una serie di reportage "sotto copertura” per conto del settimanale Die Zeit, con l'obiettivo di fornire, passando dal mondo del lavoro a quello delle istituzioni assistenziali, uno sguardo dall'interno sul reale funzionamento della società tedesca e con essa delle società neo-capitalistiche in generale, smascherandone i meccanismi di sfruttamento, i metodi di emarginazione sociale e i pregiudizi sottesi. Per realizzare uno di questi Wallraff visse per diversi mesi tra il 2008 e il 2009 come senzatetto, introducendosi sotto falso nome nei ricoveri di emergenza di mezza Germania, tra Colonia, Francoforte e Hannover, ritraendo e provando sulla propria pelle le dure condizioni di vita degli ultimi della società. Nell'autunno 2009 uscì inoltre il film documentario Schwarz auf Weiß - eine Reise durch Deutschland ("Nero su bianco. Un viaggio attraverso la Germania") in cui Wallraff, seguito da una troupe televisiva in incognito, veste i panni dell'immigrato somalo Kwami Ogonno, vittima di frequenti episodi di discriminazione a sfondo razziale. I risultati di queste ed altre inchieste di quegli anni sono raccolte nel libro Aus der schönen neuen Welt (2009), di cui è uscita in Italia la prima parte con il titolo Notizie dal migliore dei mondi (L'orma editore, 2012).

## Opere
- 13 unerwünschte Reportagen (1969) ISBN 3-462-03174-0.
- Die Reportagen. (1976) ISBN 3-462-01128-6.
- Der Aufmacher – Der Mann, der bei „Bild“ Hans Esser war, Kiepenheuer & Witsch, Köln 1977, ISBN 3-462-02663-1.
- Zeugen der Anklage. Die „BILD“-beschreibung wird fortgesetzt (1979), ISBN 3-462-01540-0.
- Das „Bild“-Handbuch. Das Bild-Handbuch bis zum Bildausfall (1982).
- Nicaragua von innen (1983) ISBN 3-922144-34-9.
- Günter Wallraffs BILDerbuch. Nachwort von Heinrich Böll. (1985)
- Ganz unten. Beschreibung des Schicksals von illegal eingeschleusten Arbeitern. (1985) ISBN 3-462-01924-4
  - Faccia da turco. Un "infiltrato speciale" nell'inferno degli immigrati, Pironti 1986 ISBN 978-88-7937-043-1.
- Reportagen 1963–1974. Mit Materialien und einem Nachwort des Autors. (1987) ISBN 3-462-01796-9.
- Ich – der Andere. Reportagen aus vier Jahrzehnten. (2002) ISBN 3-462-03167-8.
- Aus der schönen neuen Welt. Expeditionen ins Landesinnere. (2009) ISBN 978-3-462-04049-4.
  - Notizie dal migliore dei mondi. Una faccia sotto copertura, traduzione di Sara Mamprin, L'orma editore, Roma 2012, ISBN 978-88-980-3801-5.
  - Germania anni Dieci. Faccia a faccia con il mondo del lavoro, traduzione di Sara Mamprin, L'orma editore, Roma 2013, ISBN 978-88-980-3817-6.
- Günter Wallraff Undercover (2010) ISBN 978-3-89848-523-4.